# Aechmea
Aechmea es un género de plantas de la familia Bromeliaceae, subfamilia Bromelioideae. Comprende 463 especies descritas y de estas, solo 268 aceptadas.
Aechmea está distribuido desde México hasta el sur de Sudamérica. Muchas de las especies de este género son epífitas.

## Descripción
Son plantas epífitas o a veces terrestres, acaulescentes o estoloníferas; plantas hermafroditas o dioicas (A. mariae-reginae). Hojas arrosetadas, márgenes armados. Escapo bien desarrollado, erecto o a veces nutante a péndulo; inflorescencias simples o compuestas y capitadas, digitadas o pinnadas, flores polísticas o dísticas; sépalos por lo general cortamente connados y asimétricos; pétalos libres, cada uno con un par de apéndices escuamiformes; estambres incluidos; ovario ínfero. Fruto una baya; semillas sin apéndices.

## Taxonomía
El género fue descrito por Ruiz & Pav. y publicado en Flora Peruviana, et Chilensis 47. 1794. La especie tipo es: Aechmea paniculata Ruiz & Pav. 
Etimología
Aechmea: nombre genérico que deriva del griego akme ("punta"), en alusión a los picos rígidos con los que está equipado el cáliz.

## Subgéneros
- Aechmea Baker
- Chevaliera (Gaudich. ex Beer) Baker
- Lamprococcus (Beer) Baker
- Macrochordion (De Vriese) Baker
- Ortgiesia (Regel) Mez
- Platyaechmea (Baker) Baker
- Podaechmea Mez
- Pothuava (Baker) B

## Especies selectas
- Aechmea abbreviata L.B.Sm.
- Aechmea aciculosa Mez & Sodiro
- Aechmea angustifolia Poepp. & Endl.
- Aechmea apocalyptica Reitz
- Aechmea aquilega (Salisbury) Grisebach 
  - var. aquilega
    - forma alba Oliva-Esteve
- Aechmea aquilegia
- Aechmea beeriana
- Aechmea biflora
- Aechmea blanchetiana (Baker) L.B.Sm.
- Aechmea blumenavii Reitz
- Aechmea brachystachys
- Aechmea bracteata
- Aechmea bromeliifolia (Rudge) Baker
- Aechmea caesia E.Morren ex Baker
- Aechmea calyculata
- Aechmea candida
- Aechmea caudata
- Aechmea chantinii - cardo amazónico cebra (Carrière) Baker
- Aechmea coelestis E.Morren
- Aechmea cylindrata Lindm.
- Aechmea dealbata E.Morren in Baker
- Aechmea dichlamydea
- Aechmea distichantha - caraguatá, planta vaso Lem.
- Aechmea drakeana André
- Aechmea emmerichiae
- Aechmea fasciata - vaso de plata Baker
- Aechmea filicaulis
- Aechmea flavorosea
- Aechmea fosteriana - copa de vino laqueado, bromelia de Foster L.B.Sm.
- Aechmea fulgens Brongn.
- Aechmea gamosepala Wittm.
- Aechmea hoppi
- Aechmea kentii
- Aechmea kleinii Reitz
- Aechmea kuntzeana
- Aechmea lindenii
- Aechmea lingulata
- Aechmea longifolia
- Aechmea lueddemanniana
- Aechmea magdalenae
- Aechmea mariae-reginae
- Aechmea mexicana
- Aechmea miniata
- Aechmea mulfordii - vaso viviente
- Aechmea nudicaulis Griseb.
- Aechmea orlandiana L.B.Sm.
- Aechmea pedicellata
- Aechmea perforata L.B.Sm.
- Aechmea pimenti-velosii Reitz
- Aechmea pineliana Baker
- Aechmea purpureorosea
- Aechmea recurvata
- Aechmea rodriguesiana
- Aechmea spectabilis
- Aechmea tillandsioides (Mart. ex Schult. & Schult.f.) Baker
- Aechmea veitchii
- Aechmea victoriana
- Aechmea weilbachii
- Aechmea zebrina